# Rémy Card
Rémy Card est un développeur français connu pour ses contributions au noyau Linux. Il est le développeur principal des systèmes de fichiers ext et ext2 pour Linux.
Docteur en informatique de l’université Pierre-et-Marie-Curie en 1993, il est aussi co-auteur principal de l’ouvrage Programmation Linux 2.0, API systèmes et fonctionnement du noyau, traduit en espagnol, japonais et anglais.

## Carrière
- Ingénieur de recherche et expert en infrastructures au sein du Centre de Ressources Informatiques de l'INSPÉ (Institut national supérieur du professorat et de l'éducation) de l'académie de Paris, depuis 2024
- Ingénieur de recherche et responsable du pôle « Exploitation et Infrastructures » de la DSI de Sorbonne Université, 2018-2022,
- Ingénieur de recherche et responsable du pôle « Exploitation et Infrastructures » de la DSI de l’Université Pierre-et-Marie-Curie, 2010-2017,
- Ingénieur de recherche et directeur technique du centre de ressources informatiques communes de l'Université Paris-Dauphine, 2008-2010,
- Ingénieur de recherche et responsable de l'activité système du Centre de services informatiques de l'université de Versailles-Saint-Quentin-en-Yvelines (UVSQ)[2],[3], 1998-2008,
- Ingénieur de recherche à l’Université Pierre-et-Marie-Curie, 1991-1998.

## Ouvrages publiés
- Programmation Linux 2.0, Gestion 2000, 1997  (ISBN 84-8088-207-7).
- Rémy Card, Éric Dumas, et Franck Mével, The Linux Kernel Book, John Wiley & Sons, 1998  (ISBN 0-471-98141-9).